# Dzikie Dziecko
Dzikie Dziecko – polski zespół rockowy, istniejący w latach 1974-1976, którego założycielem był wokalista, gitarzysta i kompozytor Zbigniew Hołdys. Grupa działała przy klubie Medyk w Warszawie.

## Historia
Zespół istniał zaledwie dwa lata (1974-1976). Został zauważony i zaproszony przez muzyków Budki Suflera na wspólną trasę. W 1975 wystąpił przed Suflerami w warszawskiej Hali Gwardii. Dziś grupa jest nazywana jednym z najbardziej awangardowych zespołów tamtych czasów. Seweryn Reszka, przyjaciel Hołdysa i manager późniejszego Perfectu, napisał w 2010: Muzyka, którą grała grupa, wyprzedzała to co grali wtedy inni o parę lat.
Liderem był Zbigniew Hołdys – zespół grał jego kompozycje, natomiast śpiewał stary znajomy muzyka z wcześniejszego zespołu Kwiaty Warszawy, Romuald Czystaw (najbardziej znany z późniejszej współpracy z Budką Suflera), na gitarze grał Ryszard Sygitowicz, a na perkusji Piotr Szkudelski. Basiści się zmieniali – gościnnie grywał z Dzikim Dzieckiem (również z Budką Suflera) Jerzy Goleniewski (ex- Sylwetki, Quorum, Breakout). Przez dłuższy czas na basie grał Zbigniew Wypych (właściciel sprzętu nagłaśniającego).
Z repertuaru zespołu jako nagranie zachował się tylko jeden utwór, Fabryka keksów, po kilku latach wykonywany przez metalowy zespół Turbo. Istnienie zespołu przypadło na lata, kiedy w PRL-u zaciekle walczono z muzyką rockową, np. nie dopuszczając jej na antenę, a w zamian lansując choćby przeboje w stylu disco. Tak więc grupa nie miała szansy na szersze zaistnienie na krajowym rynku, nie mogła także wyjechać na występy zagraniczne. Kiedy Wypych odszedł do osławionego Breakoutu Tadeusza Nalepy zabierając swój sprzęt, zespół praktycznie przestał istnieć, a Hołdys wyjechał do USA, by zarobkowo grać w klubach i restauracjach.

## Skład zespołu
- Zbigniew Hołdys - śpiew, gitara, lider zespołu
- Romuald Czystaw - śpiew
- Ryszard Sygitowicz - gitara
- Piotr Szkudelski - perkusja